# Il tesoro dell'Amazzonia (film 1985)
Il tesoro dell'Amazzonia (The Treasure of the Amazon) è un film del 1985 scritto e diretto da René Cardona Jr..
È un film d'avventura statunitense e messicano con Stuart Whitman, Donald Pleasence e Bradford Dillman ambientato nella giungla dell'Amazzonia.

## Trama
Amazzonia, due ex minatori ed un avventuriero privo di qualsiasi scrupolo decidono di collaborare per andare alla ricerca di un tesoro di diamanti. Nel corso dell'operazione si accorgono che anche un ex gerarca nazista e tre giovani geologi sono interessati ad impossessarsi del prezioso bottino. Tutti questi ricercatori si troveranno presto ad affrontare tremende difficoltà a partire dalle belve feroci della giungla per poi passare alle tribù indigene, ai tagliatori di teste e ai magiatori di carne umana, senza escludere naturalmente la lotta tra di loro per aggiudicarsi l'immensa fortuna.

## Produzione
Il film fu diretto, sceneggiato (con Jacques Wilson) e prodotto da Jacques Wilson per la Star World Productions e la Real Internacional e girato nel Chiapas, negli Estudios Churubusco Azteca a Città del Messico, a Tlaxcala e a Tuxtla Gutiérrez, in Messico dal 12 ottobre 1983.

## Distribuzione
Il film fu distribuito con il titolo The Treasure of the Amazon negli Stati Uniti nel 1985 in VHS dalla All-American Video.
Altre distribuzioni:
- in Germania Ovest nel 1985 (Das Geheimnis des blauen Diamanten)
- in Messico il 30 maggio 1985 (El tesoro del Amazonas)
- in Francia il 14 gennaio 1987 (Les diamants de l'Amazone)
- in Italia (Il tesoro dell'Amazzonia)
- in Finlandia (Amazonin aarre)
- in Grecia (Sfagi stin zougla tou Amazoniou)
- in Russia (Sokroviwa Amazonki)